# تخکوت (آرتساخ)
تخکوت ( یا تماشا ترکی آذربایجانی: Tamaşa) یک منطقهٔ مسکونی در جمهوری آرتساخ است که در استان مارتاکرت واقع شده‌است.